# Gwendolyne Fourniol
Gwendolyne Bolivar Fourniol (Himamaylan, 11 de junho de 2000) é uma modelo e rainha da beleza filipina-francesa, vencedora do concurso Miss Mundo Filipinas 2022.

## Biografia
Fourniol nasceu e foi criado na França para uma mãe filipina Sim Fourniol (née Bolivar) de Kabankalan, Negros Ocidental e pai francês Thierry Fourniol. Gwendolyne obteve seu diploma de bacharel em economia pela Universidade Oxford Brookes em Londres, Inglaterra.

## Concurso de beleza

### Miss Mundo Filipinas 2021
Fourniol se juntou ao concurso Miss Mundo Filipinas 2021 em 3 de outubro de 2021, realizado no Subic Bay Exhibition and Convention Center Hall A, em Olongapo, e terminou como semifinalista do Top 15.

### Miss Mundo Filipinas 2022
Em 5 de junho de 2022, Fourniol se juntou ao concurso Miss Mundo Filipinas 2022 realizado no SM Mall of Asia Arena em Pasay, onde ganhou o título e foi sucedida por Tracy Perez. Ela também conquistou os prêmios Melhor em vestido de noite, Love Your Skin e Miss Silka.

### Miss Mundo 2023
Fourniol representará as Filipinas no concurso Miss Mundo 2023.